# مؤشر الفردية
يشير مصطلح مؤشر الفردية (اختصارًا بالإنجليزية: IND أو IDV) إلى فكرة استقلالية الأفراد عن المنظمات أو الجماعات.

## وصلات خارجية
- Complementary data of Hofstede's studies